# Bạch Dương
Bạch Dương (tiếng Trung: 白杨市) là một thành phố cấp huyện ở khu tự trị của người Duy Ngô Nhĩ - Tân Cương, Trung Quốc. Tuy thành phố này nằm trọn vẹn trong địa khu Tháp Thành của Tân Cương, nhưng nó lại chịu sự quản lí trực tiếp của sư đoàn số 9, binh đoàn sản xuất và xây dựng Tân Cương.
Bạch Dương, một thành phố cấp huyện trực thuộc khu tự trị Tân Cương , nằm trong khu vực của trung đoàn 163 thuộc Sư đoàn 9 của Binh đoàn Sản xuất và Xây dựng Tân Cương, cách thành phố Tháp Thành ở phía đông và cảng Baktu 12 km ở phía tây.
Ngày 20 tháng 1 năm 2023, trang web của Chính quyền nhân dân Khu tự trị dân tộc Duy Ngô Nhĩ Tân Cương đã đăng "Thông báo của Chính quyền nhân dân Khu tự trị dân tộc Duy Ngô Nhĩ Tân Cương về việc Trung ương Đảng và Nhà nước phê duyệt thành lập thành phố cấp huyện Bạch Dương. Hội đồng": Ủy ban Trung ương Đảng và Quốc vụ viện gần đây đã thông qua việc thành lập thành phố cấp huyện Bạch Dương. Chính quyền nhân dân thành phố Bạch Dương nằm ở số 1 đường Quang Minh. Thành phố Bạch Dương trực thuộc quyền quản lý của Khu tự trị Tân Cương.
1. ↑  "第九师". 新疆生产建设兵团. ngày 7 tháng 9 năm 2017. Lưu trữ bản gốc ngày 16 tháng 1 năm 2021. Truy cập ngày 23 tháng 8 năm 2020.
2. ↑  "新疆维吾尔自治区人民政府关于党中央、国务院批准设立县级白杨市的公告". ngày 20 tháng 1 năm 2023. Bản gốc lưu trữ ngày 20 tháng 1 năm 2023. Truy cập ngày 20 tháng 1 năm 2023.
3. ↑  "第九师163团新城区（拟设白杨市）市政基础设施—燃气管线建设项目初步设计（一期）的合同公告". ngày 5 tháng 11 năm 2021. Bản gốc lưu trữ ngày 20 tháng 1 năm 2023. Truy cập ngày 24 tháng 1 năm 2023.
4. ↑  郭发海 本报记者 王振江 特约记者 张应翔. "边关，那棵挺立的小白杨". 解放军报.